# ラブデリック
ラブデリック（LOVEdeLIC）は、かつて存在した日本のコンピュータゲーム制作会社である。

## 概要
スクウェアで『スーパーマリオRPG』などに関わったスタッフの一部が中心となり設立。1997年に『moon』 (PS) を初リリース。以後、『UFO -A day in the life-』 (PS) と『L.O.L. 〜LACK OF LOVE〜』 (DC) と計3本の作品（発売元は3作ともアスキー）をリリースした。
「LOVEdeLIC」の名称の由来はYMOのアルバム『テクノデリック』からと言われてきたが、実際はLOVE+Funkadelicの造語。これは創立者である松尾憙澄がFunkadelicのリーダーGeorge Clintonのファンで、Georgeが一連の奇抜な衣装、ジャケットデザインでのParliament名義での作品群（宇宙人にFunkGunで撃たれるとみんなFunkyになってしまうとの内容）を子供たちのために作ったと知ったからで、社名は戦闘のないゲーム開発を構想した1990年当時に決めていたと語っている。なお、『moon』製作後半に西が坂本龍一とプロジェクト（『L.O.L.』）を立ち上げたことで開発チームが分かれた。西に坂本龍一を引き合わせたのは松尾と香川真吾（編集者）だったが松尾自身は坂本と作品を作る必然がなかったとしてL.O.Lには参加していない。
1999年に『UFO』スタッフを中心としたバンプールが独立。2000年の『L.O.L.』発売後、『DAH』の開発中止を経てラブデリックは活動を休止。2001年には『L.O.L.』スタッフを中心にスキップが独立し、ラブデリックは解散した。公式サイトは休止・解散後も存続したが2006年3月に閉鎖した。なお、2007年4月に『moon』の10周年記念とolio music上での『moon』のアレンジ楽曲配信に伴いサイトが一時的に復活した。
2010年12月21日、『moon』の続編の話が西健一のところに持ち込まれたことがきっかけとなり、「moon開発スタッフ全員集合の同窓・忘年会2010」と称したラブデリックメンバー総揃いの飲み会が開催され、その模様はustreamで生配信された。『moon』開発当時のラブデリックメンバーが全員一箇所に揃うのは『moon』リリース後はこれが初めてだった。ちなみに、『moon』の続編については決定には至らなかった。

## 分裂後に設立した会社
スキップ
2001年に西健一を中心とした元『L.O.L.』開発チームが設立。西健一はその後退社し、Route24を設立。
バンプール
1999年に工藤太郎を中心とした元『UFO』開発チームが設立。2023年5月31日に諸般の事情により解散。工藤太郎はその後退社し、フリーランスとして活動中。
パンチライン
2002年12月にスキップから独立した木村祥朗が設立。作品を2本リリースした後、活動を休止した。木村祥朗はマーベラスインタラクティブ、グラスホッパー・マニファクチュアを経て、Onion Gamesを設立。

## ラブデリック系
ラブデリックが開発した作品には特異な傾向があり、俗にラブデ系・ラブデリ系・ラブデリック系（以後、ラブデリック系）と呼ばれている。また、ラブデリック分裂以後の流れを汲む会社／スタッフが開発する作品にも同様の傾向が見られる事がある。明確な定義はないものの、下記にある特徴を多く持っている作品がラブデリック系と呼ばれる。
- ラブデリックが制作、もしくはラブデリック出身のスタッフが制作陣にいる。
- テーマに割と異色な題材を採り上げる。
- 登場キャラクターの会話では、既存言語の音声を切り貼りしてミックスさせた内容不明の音声に字幕スーパーが付く（西健一曰く通称ハナモゲラ語）。
- いわゆる「戦闘」というものがあまりなく、あってもゲームの主軸としていない事が多い。
- 会話等に、ブラックユーモアを含んだ社会風刺や皮肉、パロディが多い。
- ゲーム内時間があり、その時間に沿って登場キャラクターが生活している。

ラブデリック系と呼ばれている作品は下記の通り。
- moon（ラブデリック／アスキー）
- UFO -A day in the life-（ラブデリック／アスキー）
- L.O.L. 〜LACK OF LOVE〜（ラブデリック／アスキー）
- エンドネシア（バンプール／エニックス）
- チュウリップ（パンチライン／ビクターインタラクティブソフトウェア）
- ギフトピア（スキップ／任天堂）
- ちびロボ!（スキップ／任天堂）
- もぎたてチンクルのばら色ルッピーランド（バンプール／任天堂）
- いろづきチンクルの恋のバルーントリップ（バンプール／任天堂）
- キャプテン★レインボー（スキップ／任天堂）
- 王様物語（マーベラスインタラクティブ）
- 勇者ヤマダくん（Onion Games）
- Million Onion Hotel（Onion Games）
- BLACK BIRD（Onion Games）
- Mon Amour ～モナムール～（Onion Games）
- ストレイチルドレン（Onion Games）

## 関連人物
- 西健一
- 工藤太郎
- 倉島一幸
- 木村祥朗
- 上田晃